# Eric Baumann (kolarz)
Eric Baumann (ur. 21 marca 1980 w Rostocku) – niemiecki kolarz szosowy.
Zawodowym kolarzem został w 2003 roku, wstępując do niemieckiej grupy Team Wiesenhof-Leipzig. Jako amator jeździł w grupie Team Köstritzer. W swojej karierze odniósł 20 zwycięstw.

## Ważniejsze zwycięstwa i sukcesy
- 2000
  - 1. Paris-Roubaix (U23)

- 2001
  - 2. Mistrzostwa Europy (U23)

- 2002
  - 1. Mistrzostwo Niemiec ITT (U23)

- 2003
  - 2. Ronde van Drenthe

- 2005
  - 1. etap 1. Tour de Luxembourg
  - 2. etap 1. Vuelta Ciclista a Murcia
  - 2. etap 1. Sachsen-Tour
  - 3. etap 3. Sachsen-Tour
  - 9. E3 Prijs Vlaanderen

- 2006
  - 11. Giro del Piemonte

- 2007
  - 1. etap 3. Sachsen-Tour

- 2008
  - 1. Rund um Köln
  - 2. etapy 3. i 5. Szlakiem Grodów Piastowskich
  - 2. Tour de Rijke
  - 2. etapy 2. i 4. Tour of Missouri
  - 3. Neuseen Classics
  - 4. Sparkassen Münsterland Giro

- 2009
  - 1. etap 4. GP Internacional CTT Correios de Portugal
  - 2. etap 2. GP Internacional CTT Correios de Portugal
  - 2. Rund um Köln
  - 2. Tour de Rijke
  - 6. Sparkassen Giro
  - 8. Trofeo Mallorca
  - 9. Sparkassen Münsterland Giro

- 2010
  - 4. Sparkassen Giro Bochum
  - 5. Sparkassen Münsterland Giro

- 2011
  - 2. etap 3. Szlakiem Grodów Piastowskich
  - 3. etap 1. Szlakiem Grodów Piastowskich